# Spansk kørvel
Spansk kørvel (Myrrhis odorata) eller Sødskærm er en 50-120 cm høj krydderurt. Den er i Danmark vildtvoksende i løvskove og langs veje. Blade og frø anvendes som krydderi i madlavning og brændevin. Smagen minder om lakrids eller anis (deraf det østjyske navn: Anis-kål).

## Beskrivelse
Sødskærm er en flerårig, urteagtig plante med en opret, forgrenet og busket vækst. Stænglerne er hule, furede og runde eller svagt sammentrykte i tværsnit. De kan være behårede eller helt hårløse. Bladene er langstilkede og flere gange fjersnitdelte. Bladafsnittene er ægformede og groft tandede, ofte med en hvid plet ved basis. Oversiden er græsgrøn, mens undersiden kan være noget lysere på grund af hårlag.
Blomstringen foregår i maj-juni, hvor man finder blomsterne samlede i endestillede skærme, der danner storskærme. De enkelte blomster er regelmæssige og 5-tallige med hvide kronblade. Frugterne er oprette, todelte spaltefrugter, der fremtræder som nødder.
Rodsystemet består af en kraftig og dybtgående pælerod med forholdsvis få siderødder.
Højde x bredde og årlig tilvækst: 1,00 x 1,00 m (100 x 100 cm/år).

## Hjemsted
Sødskærm hører oprindeligt hjemme i Pyrenæerne og i Balkanlandene. I dag er den spredt og naturaliseret i det meste af Europa. I Danmark er den almindelig på Øerne og i Østjylland. I resten af landet kun hist og her. Den gror i løvskovenes bryn, langs veje og nær beboelser, og den er i det hele taget knyttet til lysåbne eller let skyggede voksesteder med middelfugtig og næringsrig jord i et mildt, havpræget klima.
I de åbne løvskove på Pyrenæernes sydskråninger, hvor steneg er den dominerende art, vokser Sødskærm sammen med bl.a. almindelig bjørneklo, blåhat, hindbær, alpegedeblad, bredbladet klokke, druehyld, fjeldribs, græsbladet fladstjerne, gylden hulsvøb, klipperibs, lav bakketidsel, mørk kongelys, pyrenæisk stormhat, seljepil, skovstorkenæb, spidsløn, stor stjerneskærm og svinenød

## Indholdsstoffer
Alle overjordiske dele af planten er stærkt aromatiske. Duften skyldes et stort antal æteriske olier (trans-anethol, germacren, caryophyllen, limonen, myrcen og estragol) samt flavonoider.

## Anvendelse
Blade og frø anvendes som krydderi i madlavning og brændevin. Alle dele af planten kan bruges. Bladene og de friske frø er gode i salater, mens tørrede frø kan bruges som krydderi i kålretter. Roden er velsmagende og kan spises rå.